# 松原后
松原 后（まつばら こう、1996年8月30日 - ）は、静岡県浜松市中央区出身のプロサッカー選手。Jリーグ・ジュビロ磐田所属。ポジションはディフェンダー。

## 来歴
浜松開誠館高校を卒業後、2015年に清水エスパルスに入団。同期に 水谷拓磨、宮本航汰、北川航也らがいる。入団時「DF歴」がわずか1年半だったが守備陣にけが人が続出したこともあり、ナビスコカップ予選リーグ第1節でフル出場するとJ1リーグ1st第10節で3バックの一角としてJ1初出場を果たした。同年6月11日、プロA契約を締結。
2016年9月18日、J2第32節・水戸ホーリーホック戦の後半40分、1点ビハインドの状況で大前元紀が中央に入れたボールが、相手選手と競り、ゴールに背を向けていた松原の右足かかと付近にあたり、Jリーグ初得点となる同点弾を挙げた。この得点は“珍ゴール”と報道された。
2017年3月11日、J1第3節・アルビレックス新潟戦で90+3分に追加点を挙げ、J1初得点を記録。その後、J1第25節・ヴァンフォーレ甲府戦までフィールドプレイヤーとしてチーム唯一のフルタイム出場を記録。オフには複数のクラブから興味を示された が、2018年1月5日、清水との契約を更新した。
2018シーズンは、開幕戦から第11節・第12節を除きスタメン出場を果たしていたが、第14節・湘南ベルマーレ戦で前半終了間際に警告を受け、更に70分に相手選手を倒したことに対して警告を提示され、退場処分を受けた。中断期間前最後のリーグ戦である第15節は出場停止となった。中断期間後の第16節~34節までスタメンフル出場を果たし、2013年以来となる一桁順位でのリーグ戦終了 に貢献した。
2020年1月20日、ベルギー1部のシント＝トロイデンVVに移籍することが発表された。しかし、新天地での適応を苦しみ、2年半でリーグ戦15試合の出場にとどまり、2022年6月8日付けで契約満了で退団したことが発表された。
2022年7月23日、ジュビロ磐田への完全移籍が発表された。背番号は4番。リーグ戦8試合に出場して1アシストも記録したが、降格危機だったチームを残留には導けなかった。
2023年3月29日、J2第6節・栃木SC戦で移籍後初ゴールを決めた。このシーズン40試合に出場し、自身最多の6得点を挙げるなど攻守共に活躍。磐田の1年でのJ1昇格に貢献した。
2024シーズンは、キャプテンの山田大記が出場していない試合ではキャプテンマークを巻いてプレー。このシーズンもレギュラーとしてプレーするも、チームはリーグ18位となり1年でのJ2降格となった。
2025年4月5日に行われた明治安田J2リーグ第8節、ジュビロ磐田対モンテディオ山形の試合において、ジュビロ磐田のDF松原后が、オフ・ザ・ボールの状況でイサカ・ゼイン選手に対し2度の肘打ち行為が物議を醸した。

## 人物・エピソード
- 大石竜平、小野原和哉、石田崚真、袴田裕太郎はジュビロ磐田Jr.ユースの同期。
- 出身校の浜松開誠館高校サッカー部では松原の付けた14番がキャプテンナンバーとなっている。
- 元清水所属の父・松原真也と叔父・松原良香は共に元サッカー選手[18]。
- 2022年に古川陽介のJリーグ初ゴール、2023年に後藤啓介と藤原健介のプロ初ゴール、2025年に角昂志郎のプロ初ゴールをアシストした。

## 所属クラブ
ユース経歴
- FCエストレージャ（浜松市立上島小学校）
- ジュビロ磐田U-15（浜松市立曳馬中学校）
- 浜松開誠館高等学校

プロ経歴
- 2015年 - 2019年  清水エスパルス
  - 2015年  Jリーグ・アンダー22選抜
- 2020年 - 2022年6月  シント＝トロイデンVV
- 2022年7月 -  ジュビロ磐田

## 個人成績
| 国内大会個人成績 | 国内大会個人成績   | 国内大会個人成績 | 国内大会個人成績 | 国内大会個人成績 | 国内大会個人成績 | 国内大会個人成績 | 国内大会個人成績 | 国内大会個人成績 | 国内大会個人成績 | 国内大会個人成績 | 国内大会個人成績 |
| 年度             | クラブ             | 背番号           | リーグ           | リーグ戦         | リーグ戦         | リーグ杯         | リーグ杯         | オープン杯       | オープン杯       | 期間通算         | 期間通算         |
| 年度             | クラブ             | 背番号           | リーグ           | 出場             | 得点             | 出場             | 得点             | 出場             | 得点             | 出場             | 得点             |
| 日本             | 日本               | 日本             | 日本             | リーグ戦         | リーグ戦         | リーグ杯         | リーグ杯         | 天皇杯           | 天皇杯           | 期間通算         | 期間通算         |
| ---------------- | ------------------ | ---------------- | ---------------- | ---------------- | ---------------- | ---------------- | ---------------- | ---------------- | ---------------- | ---------------- | ---------------- |
| 2015             | 清水               | 32               | J1               | 7                | 0                | 4                | 0                | 0                | 0                | 11               | 0                |
| 2016             | 清水               | 25               | J2               | 28               | 1                | -                | -                | 2                | 0                | 30               | 1                |
| 2017             | 清水               | 25               | J1               | 32               | 2                | 3                | 0                | 2                | 0                | 37               | 2                |
| 2018             | 清水               | 25               | J1               | 32               | 0                | 1                | 0                | 2                | 0                | 35               | 0                |
| 2019             | 清水               | 25               | J1               | 34               | 2                | 1                | 0                | 3                | 0                | 38               | 2                |
| ベルギー         | ベルギー           | ベルギー         | ベルギー         | リーグ戦         | リーグ戦         | リーグ杯         | リーグ杯         | ベルギー杯       | ベルギー杯       | 期間通算         | 期間通算         |
| 2019-20          | シント・トロイデン | 2                | ジュピラー       | 1                | 0                | -                | -                | 0                | 0                | 1                | 0                |
| 2020-21          | シント・トロイデン | 2                | ジュピラー       | 7                | 0                | -                | -                | 1                | 0                | 8                | 0                |
| 2021-22          | シント・トロイデン | 2                | ジュピラー       | 7                | 0                | -                | -                | 1                | 1                | 8                | 1                |
| 日本             | 日本               | 日本             | 日本             | リーグ戦         | リーグ戦         | リーグ杯         | リーグ杯         | 天皇杯           | 天皇杯           | 期間通算         | 期間通算         |
| 2022             | 磐田               | 4                | J1               | 8                | 0                | 0                | 0                | 0                | 0                | 8                | 0                |
| 2023             | 磐田               | 4                | J2               | 40               | 6                | 1                | 0                | 0                | 0                | 41               | 6                |
| 2024             | 磐田               | 4                | J1               | 35               | 3                | 0                | 0                | 0                | 0                | 35               | 3                |
| 通算             | 日本               | 日本             |                  | 138              | 7                | 9                | 0                | 7                | 0                | 164              | 7                |
| 通算             | 日本               | 日本             | J2               | 68               | 7                | 1                | 0                | 2                | 0                | 71               | 7                |
| 通算             | ベルギー           | ベルギー         | ジュピラー       | 15               | 0                | -                | -                | 2                | 1                | 17               | 1                |
| 総通算           | 総通算             | 総通算           | 総通算           | 221              | 14               | 10               | 0                | 11               | 1                | 252              | 15               |

その他の公式戦
| 2015   | J-22   | -      | J3     | 3 | 0 | 3 | 0 |
| 通算   | 日本   | 日本   | J3     | 3 | 0 | 3 | 0 |
| 総通算 | 総通算 | 総通算 | 総通算 | 3 | 0 | 3 | 0 |

- 公式戦初出場 - 2015年3月18日 ナビスコ杯 予選リーグ第1節 対モンテディオ山形戦 (NDソフトスタジアム山形)
- Jリーグ初出場 - 2015年3月29日 J3第3節・FC琉球戦 (沖縄県総合運動公園陸上競技場)
- Jリーグ初得点 - 2016年9月18日 J2第32節・水戸ホーリーホック戦（IAIスタジアム日本平）

## 主要成績
- 第23回高円宮杯全日本ユース（U-15）サッカー選手権大会 3位

## 代表歴
- U-17日本代表（2013年）
  - UAE遠征（1月）
  - サニックス杯（3月）
  - ラオス遠征（3月）
- U-18日本代表（2014年）
  - ロシア遠征（1月）
  - スロバキア遠征（4月）
- U-19日本代表